# 1434º Reggimento fucilieri motorizzato "Akhmat-Cecenia"
Il 1434º Reggimento fucilieri motorizzato "Akhmat-Cecenia" (in russo 1434-й мотострелковый полк «Ахмат-Чечня»?, 1434-j motostrelkovyj polk «Akhmat-Čečnja»; unità militare 95374) è un'unità delle Forze terrestri russe, inquadrata nella 42ª Divisione fucilieri motorizzata delle guardie, di stanza a Iščërskaja. Insieme alle altre unità "Akhmat" del ministero della difesa, della guardia nazionale russa e di polizia, fa parte dei Kadyroviti, la milizia privata del leader della repubblica russa della Cecenia, Ramzan Kadyrov.

## Storia
Nel giugno 2023, Kadyrov ha annunciato la creazione del Reggimento fucilieri motorizzato "Akhmat-Cecenia" insieme al suo gemello "Akhmat-Russia", venendo assegnato al comando di Aslanbek Saliev, ex comandante del Battaglione "Vostok-Akhmat" del 78º Reggimento fucilieri motorizzato.
All'inizio del 2024 l'allora presidente del parlamento ceceno, Magomed Daudov, ha annunciato che la base dell'unità sarebbe stata istituita a Iščërskaja, nella Cecenia nord-occidentale, e che sarebbe stata composta da 1500 membri. Da agosto il reggimento è stato subordinato alla 42ª Divisione fucilieri motorizzata e trasferito nell'oblast' di Kursk per contrastare l'offensiva ucraina in territorio russo, subendo numerose perdite ad opera del 225º Battaglione d'assalto. Nell'ottobre dello stesso anno il reggimento stava operando a Ljubimovka.
All'inizio del 2025 il reggimento è stato avvistato a Martynovka, a nord est di Sudža. Durante la nuova offensiva ucraina nella regione di Kursk del febbraio 2025, il reggimento ha dovuto ritirarsi da Ulanok, evacuando 51 soldati.

## Comandanti
- Colonnello Aslanbek Saliev (2023 - in carica)[10]